# Квасьневская, Мария
Мария Ядвига Квасьневская (по третьему мужу Малешевская, пол. Maria Jadwiga Kwaśniewska-Maleszewska; 15 августа 1913, Лодзь, Петроковская губерния — 17 октября 2007, Варшава) — польская легкоатлетка, бронзовый призёр летних Олимпийских игр 1936 года в метании копья. Участница движения Сопротивления во время Второй мировой войны.

## Биография
Родилась 15 августа 1913 года в городе Лодзь Петроковской губернии Российской империи (ныне Лодзинского воеводства Польши). Родители — Ян Квасьневский (Jan Kwaśniewski) и Виктория (урождённая Козловская, Wiktoria Kozłowska).

### Начало спортивной карьеры
Училась в женской гимназии Романы Конопчинской-Соболевской в Лодзи. Здесь на неё обратил внимание учитель физкультуры Людвик Шумлевский (Ludwik Szumlewski; 1901—1981), который позже станет тренером лодзинского спортивного клуба и спортивным комментатором лодзинского радио. Квасьневская произвела впечатление на Шумлевского на первой же тренировке по прыжкам в длину. В возрасте 14 лет она получила премию от президента Польши Игнация Мосцицкого за «многообещающие спортивные достижения». Двумя годами позже, в 1930 году она впервые выигрывает чемпионат Польши по прыжкам в длину (4,86 м).
Прорывным моментом в жизни Квасьневской, который убедил её в том, что лёгкая атлетика, в частности метание копья, — её призвание, стала победа Халины Конопацкой на летних Олимпийских играх 1928 года в Амстердаме в метании диска. Полька впервые завоевала золотую медаль на Олимпийских играх.
Квасьневская занималась разными видами спорта, включая игру с мячом, названную «хазена», предшественник гандбола. Четырнадцать раз становилась золотым призёром чемпионата Польши: по прыжкам в длину (1930, 1946), троеборью (1931, 1934, 1935, 1936), пятиборью (1934, 1935), в метании копья (1931, 1935, 1936, 1939, 1946), в беге на 60 м (1946). Была серебряным призёром чемпионата Польши: по прыжкам в длину (1931), по прыжкам в длину с места (1935), по прыжкам в высоту (1946), в метании копья (1933), в толкании ядра (1934, 1936), пятиборье (1937), троеборье (1946). Бронзовый призёр чемпионата Польши в толкании ядра (1935). Была членом национальной сборной по волейболу и национальной сборной по баскетболу. На третьих Всемирных женских играх 1930 года на стадионе «Летна» в Праге завоевала бронзовую медаль в баскетболе. На Всемирных женских играх 1934 года в Лондоне заняла 4-е место в метании копья.
За несколько дней до летних Олимпийских игр в Берлине она метает копьё на дистанцию 44,03 м, установив личный рекорд, а также рекорд Польши, который держался до 1952 года.

### Участие в Олимпийских играх

Мария Квасьневская, Луиза Крюгер и Тилли Флейшер, призёры летних Олимпийских игр в Берлине в метании копья и Адольф Гитлер 2 августа 1936 года. Эту фотографию Мария использовала для спасения людей из концлагеря

В возрасте 23 лет на летних Олимпийских играх в Берлине 2 августа 1936 года заняла третье место в метании копья с результатом 41,80 м, уступив немкам Тилли Флейшер (45,18 м) и Луизе Крюгер (43,29 м). Бросок Квасьневской запечатлела Лени Рифеншталь в фильме «Олимпия. Праздник народов». Адольф Гитлер пригласил всех троих в свою ложу для личного поздравления. В ложе также находились министр пропаганды Йозеф Геббельс и рейхсминистр авиации Герман Геринг. В интервью 2000 года Квасьневская рассказала, что Гитлер сказал ей: «Я поздравляю маленькую польку с победой», а Квасьневская, рост которой составлял 166 см, ответила: «Так вы ненамного выше меня». Была сделана фотография трёх призёров с Гитлером.
19 марта 1937 года награждена серебряным крестом Заслуги.
Вернувшись с Олимпиады, она выходит замуж за пловца и ватерполиста Кшиштофа Трытко, но брак продлится всего несколько месяцев. В 1937 году она переехала из Лодзи в Варшаву и вступила в варшавский спортивный клуб «АЗС». Она изучает математику в Варшавском университете и одновременно работает клерком на муниципальной электростанции в варшавском районе Повисле.

### Во время Второй мировой войны
При поддержке Польского союза лёгкой атлетики готовилась к летним Олимпийским играм 1940 года в Хельсинки, позднее отменённым из-за начала Второй мировой войны, на французском Лазурном берегу, затем в итальянском городе Генуя. Начало боевых действий застало Квасьневскую в Генуе. Узнав о вторжении в Польшу, она вернулась в Варшаву. В интервью 2000 года Квасьневская рассказала:
Я могла бы остаться [в Италии]. Все пытались уговорить меня это сделать, но я не хотела. На пограничном переходе Зебжидовице люди смотрели на меня как на сумасшедшую. Люди массово покидали страну, а я возвращалась в Варшаву, даже не зная толком, что и как я собираюсь делать.
Квасьневская годом ранее окончила фельдшерские курсы и имела водительские права. Её приняли на работу водителем скорой медицинской помощи в районе электростанции на набережной Костюшко. Она перевозила раненых из окопов в госпитали. За участие в обороне Варшавы мэр Варшавы Стефан Старжинский до капитуляции успел наградить её крестом Храбрых. В это время Квасьневская знакомится с Юлианом Козминьским, директором электростанции и руководителем обороны электростанции во время обороны Варшавы, который станет её вторым мужем.

#### В оккупации
В начале оккупации Квасьневская работала официанткой в знаменитом спортивном баре «Под Петухом» (Pod Kogutem), который открыт в ноябре 1939 года на улице Ясной в Варшаве, вместе с теннисисткой Ядвигой Енджеёвской, теннисистом Игнацием Тлочиньским, а также легкоатлетом Янушем Кусочиньским. В заведении было 10—12 столиков, на стенах висели фотографии спортсменов, в том числе знаменитое фото Марии с Гитлером. Кусочиньский был арестован гестапо и расстрелян в 1940 году. После ареста Кусочиньского немцы закрыли бар.
В 1939 году вышла замуж за Козминьского и переехала к мужу в город Подкова-Лесьна недалеко от Варшавы, на виллу Хель (Willa Hel), построенную в 1932—1935 годах (в 2021 году внесена в список памятников Мазовецкого воеводства). Гестапо арестовало Козминьского, его содержали в тюрьме на аллее имени Шуха в Варшаве. Из тюрьмы Козминьский вышел больным и вскоре умер. Квасьневская жила на вилле Хель весь период оккупации и даже после смерти мужа помогала нуждающимся, укрывала у себя дома многих преследуемых.

##### Спасение заключённых лагеря
1 августа 1944 года вспыхивает Варшавское восстание. 6 августа немцы создают пересыльный лагерь Дулаг 121 на территории бывших железнодорожных мастерских в Прушкуве, где содержались жители Варшавы. За шесть месяцев через этот лагерь прошли около 400 000 человек, которых отправляли на принудительные работы либо в концентрационные лагеря. Осенью 1944 года Квасьневская отправилась в лагерь и показала охране фотографию с Гитлером. Охранники не решились мешать женщине, лично знакомой с Гитлером. Её пропустили в лагерь и позволили вывезти заключённых. Она вывозила людей парами, а затем, будучи воодушевлена реакцией охраны, целыми группами. В интервью 2000 года Квасьневская рассказала:
Я вывозила людей из лагеря, направляясь сначала в Прушкув, а затем в Подкова-Лесьну, к себе домой. У меня в доме был пересыльный лагерь. Жандармы брали под козырёк и пропускали мой обоз.
Среди спасённых ею — прозаик, автор книг для детей и юношества Эва Шельбург-Зарембина и писатель Станислав Дыгат.

### В послевоенные годы
После освобождения Польши Квасьневская вернулась в спорт. В 1946 году она побеждает на чемпионате Польши в метании копья и выступает в составе национальной сборной по баскетболу. Она завершает спортивную карьеру после чемпионата Европы по лёгкой атлетике 1946 года в Осло, где занимает шестое место в метании копья и седьмое — в толкании ядра.
С 1947 по 1979 год входила в правление Польского союза легкой атлетики, участвовала в работе Международной ассоциации легкоатлетических федераций (ИААФ), была членом Олимпийского комитета Польши.
Первой из польских спортсменов награждена Олимпийским орденом, учреждённым в 1974 году. Получила бронзовый Олимпийский орден в 1979 году, серебряный — в 1999 году.
В 2003 году награждена медалью Kalós Kagathós, которую вручают спортсменам, прославившимся достижениями и вне спорта. Медаль учреждена в 1985 году под патронатом ректора Ягеллонского университета и редакции спортивной ежедневной газеты Tempo. В 2005 году — командорским крестом со звездой Ордена Возрождения Польши.

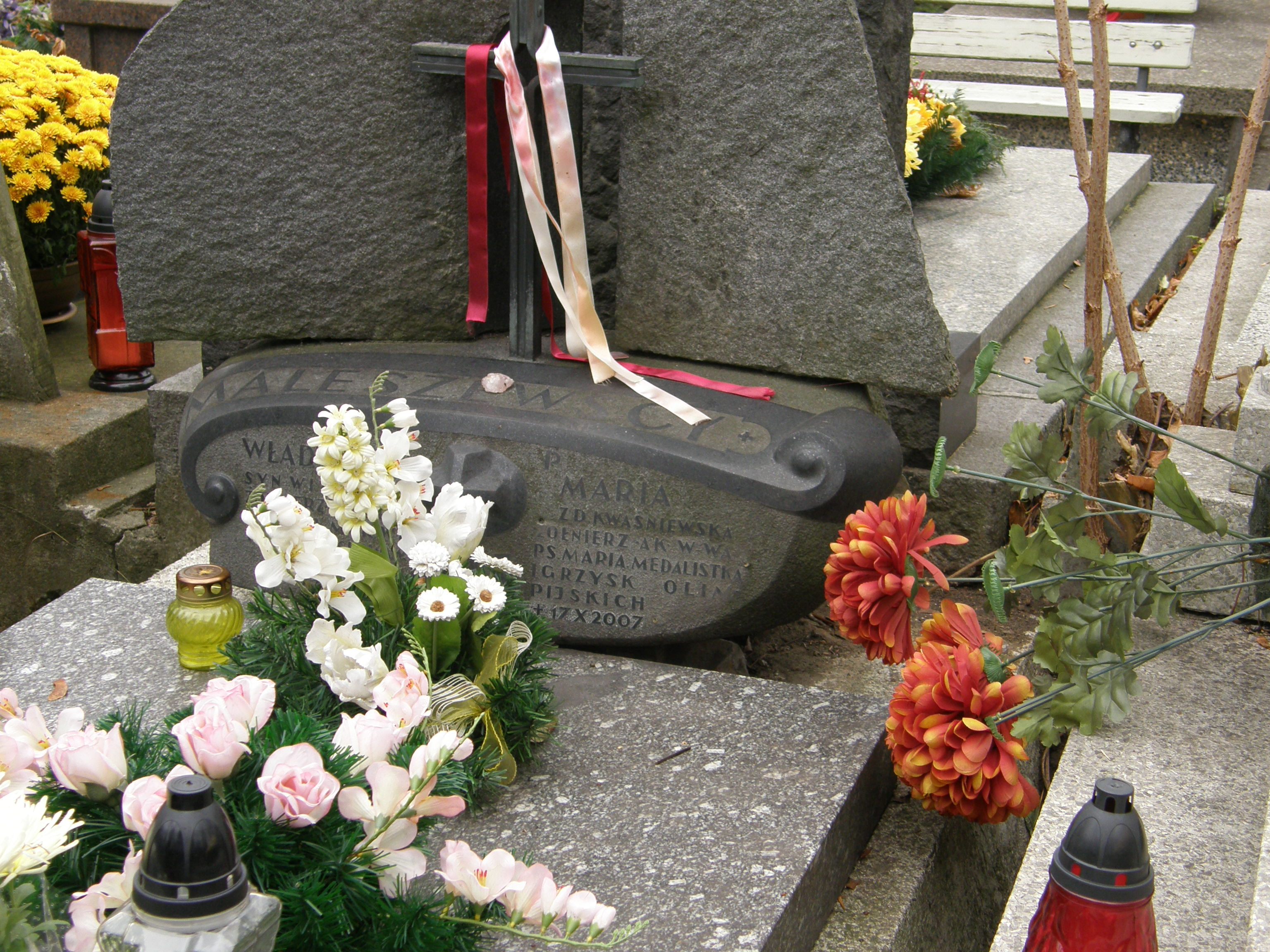
Могила Владислава Малешевского (1921—1983) и Марии Квасьневской-Малешевской на варшавском кладбище Старые Повонзки

Умерла в возрасте 94 лет 17 октября 2007 года в Варшаве. Похоронена на варшавском кладбище Старые Повонзки.

## Личная жизнь
Являлась глубоко верующей католичкой.
Трижды выходила замуж. Первый брак с пловцом и ватерполистом, участником летних Олимпийских игр 1928 года Кшиштофом Трытко (Krzysztof Trytko; 1910—1985) в 1937 году продлился несколько месяцев и закончился разводом. В 1939 году вышла замуж за инженера Юлиана Козминьского (Julian Koźmiński), директора электростанции на набережной Костюшко в Варшаве. Его замучили немцы до смерти. Третьим мужем стал Владислав Малешевский (Władysław Maleszewski; 1921—1983), тренер национальной сборной по баскетболу, сын Виктора Малешевского (1883—1941), мэра Вильнюса (1932—1939), арестованного после присоединения Литвы к СССР и погибшего вместе с другими заключёнными при эвакуации областной следственной тюрьмы в Вилейке после начала Великой Отечественный войны.
В третьем браке, который продлился 37 лет, родила сына Марика и дочь Эльжбету. Её дочь Эльжбета Малешевская-Орловская (Elżbieta Maleszewska-Orłowska) постоянно живёт с дочерью Марией в Вене.

## Память
В репертуаре Всеобщего театра в Лодзе — спектакль «Мария» по пьесе Радослава Пачохи в постановке Адама Ожеховского, основанный на истории жизни Квасьневской. На его показе, состоявшемся 22 октября 2022 года, присутствовали вице-президент Олимпийского комитета Польши, чемпион мира и двукратный призёр Олимпийских игр Мечислав Новицкий и бронзовый призёр Олимпийских игр Ивона Марцинкевич.